# Сардинопси
Сардинопсите (Sardinops) са род актиноптери от семейство Селдови (Clupeidae).
Таксонът е описан за пръв път от Карл Ливит Хъбс през 1929 година.

## Видове
- Sardinops caerulea
- Sardinops caeruleus
- Sardinops dakini
- Sardinops melanostictus – Далекоизточна сардина
- Sardinops neopilchardus
- Sardinops ocellata
- Sardinops ocellatus
- Sardinops sagax – Перуанска сардина